# (210147) Žalgiris
(210147) Žalgiris est un astéroïde de la ceinture principale.

## Description
(210147) Žalgiris est un astéroïde de la ceinture principale. Il fut découvert le 21 septembre 2006 à Moletai par Kazimieras Černis et Justas Zdanavičius. Il présente une orbite caractérisée par un demi-grand axe de 3,07 UA, une excentricité de 0,06 et une inclinaison de 4,1° par rapport à l'écliptique.

## Compléments